# 杉戸警察署
杉戸警察署（すぎとけいさつしょ）は、埼玉県北葛飾郡杉戸町堤根にある、埼玉県警察が管轄する警察署。署長は警視。管轄地域は杉戸町と南埼玉郡宮代町。

## 所在地
- 埼玉県北葛飾郡杉戸町大字堤根4673番地1

## 交番
杉戸町
- 杉戸高野台駅前交番（高野台西1丁目1番1号）

宮代町
- 東武動物公園駅前交番（百間2丁目3番24号）

## 駐在所
杉戸町
- 泉駐在所（大字椿343番地の1）
- 田宮駐在所（大字並塚165番地1）

宮代町
- 姫宮駐在所（川端1丁目1番23号）
- 須賀駐在所（和戸2丁目4番29号）